# Shamstep
Le shamstep est un genre levantin de musique électronique mêlant les formes traditionnelles de la dabkeh avec des instruments électroniques. Sham est le nom arabe de la région de la Grande Syrie, de la Syrie-Palestine ou du Levant. 

## Histoire et caractéristiques
Le terme « shamstep » est inventé par le groupe jordano-palestinien 47Soul pour décrire sa musique,,. Le shamstep est décrit comme « plus qu'un simple mot pour la fusion Est-Ouest hipsterisée. » Dans la région d'origine de 47Soul, il est en train de devenir un élément de la bande sonore de la jeunesse arabe. Le groupe déclare avoir pensé que la région de Sham était « trop divisée par des frontières... en 1947, il était possible de voyager entre nos petites villes... [mais] nous voyons toujours [la région] comme un tout. » Le style musical de 47Soul se définit également par sa fusion avec des styles afro-américains de musique tels que le hip-hop et le reggae, en raison de certaines similitudes entre la musique arabe et la musique africaine.
Parmi les autres musiciens qui jouent des formes similaires de dabkeh en utilisant des instruments électroniques, on peut citer Omar Souleyman et des groupes égyptiens comme Islam Chipsy, dont la musique est considérée comme faisant partie de la nouvelle vague égyptienne appelée shaabi ou electro shaabi. Le site web rhythmpassport.com regroupe toutes ces formes sous l'appellation electro dabke.
AlAraby décrit le style musical de 47Soul comme une « réinterprétation des instruments arabes traditionnels, des échelles modales et des rythmes que l'on retrouve dans la musique de mariage chobi et mijwiz - et que l'on retrouve en parallèle sur la scène electro-shaabi égyptienne. »